# Test épicutané
 (juillet 2014).
Si vous disposez d'ouvrages ou d'articles de référence ou si vous connaissez des sites web de qualité traitant du thème abordé ici, merci de compléter l'article en donnant les références utiles à sa vérifiabilité et en les liant à la section « Notes et références ».

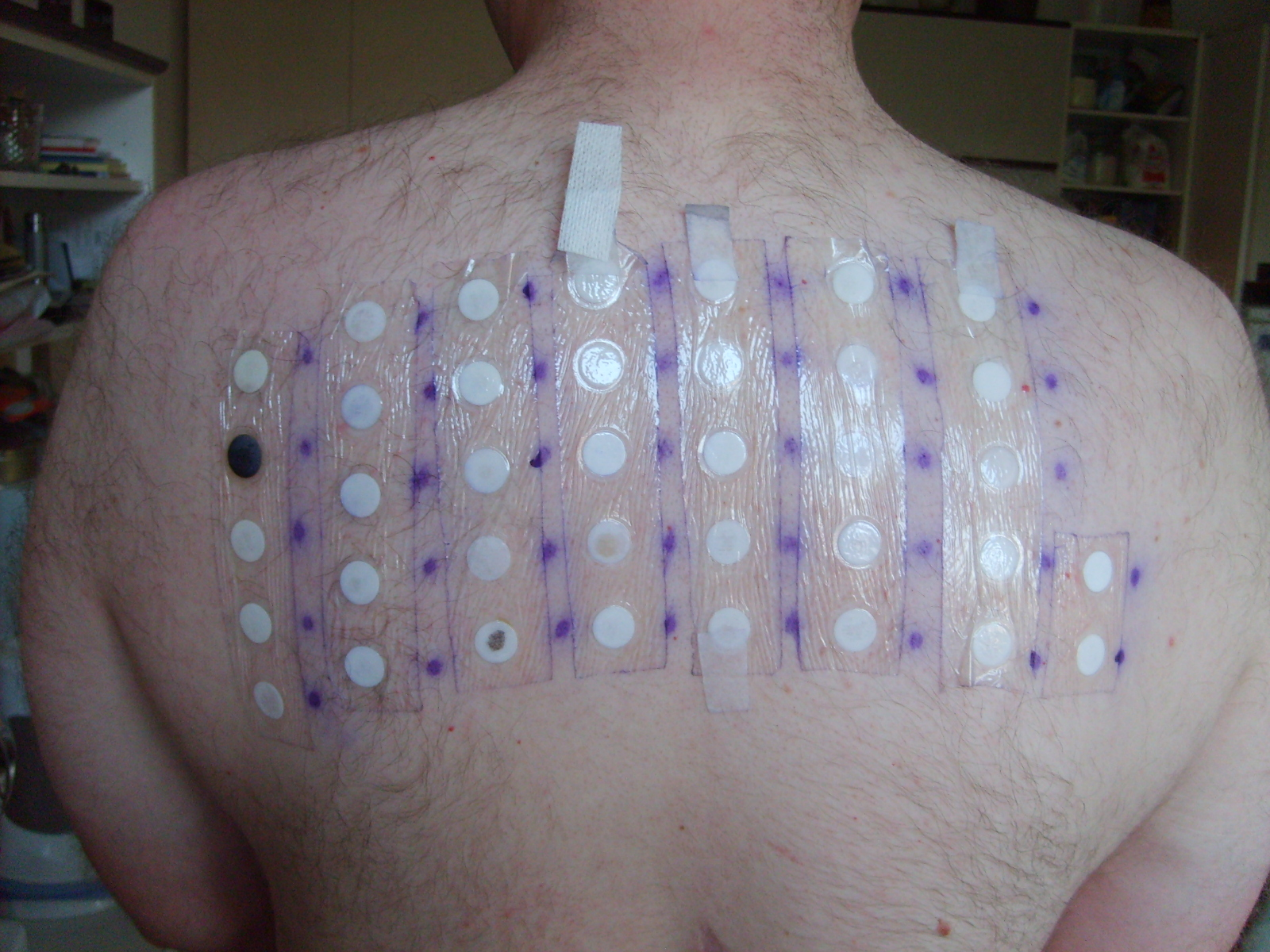
Patch-Test en cours: Différents allergènes sont recherchés

Le test épicutané est une méthode utilisée en allergologie/dermatologie pour déterminer si une substance spécifique est capable de provoquer une réaction inflammatoire de la peau. Cette technique est souvent utilisée pour tester les allergènes.
Toute personne présentant une dermite de contact peut se voir proposer des tests épicutanés. La première consultation durera environ une demi-heure. 25 à 150 substances répertoriées comme allergènes déposés en très faible quantité sur des carrés de plastique ou des cupules rondes en aluminium sont appliquées à la partie supérieure du dos ou sur l'avant bras. Ils sont maintenus en place par du ruban adhésif hypoallergénique. Les patchs doivent rester en place sans être déplacés pendant au moins 48 heures.
Lors du deuxième rendez-vous, en général deux jours plus tard, les patchs sont enlevés. Parfois d’autres patchs seront encore appliqués. L’emplacement des zones où sont collés les patchs est repéré et marqué d'une manière indélébile par un stylo feutre noir ou tout autre marqueur pour identifier la substance qui a été testée.
Ces marques doivent être encore visibles au troisième rendez-vous, en général, deux jours plus tard (4 jours après l'application) pour la lecture des résultats. Si nécessaire, une lecture intermédiaire peut être nécessaire entre le 2e et le 3e rendez-vous.

## Interprétation des résultats
Le médecin va remplir le formulaire de lecture lors de la deuxième et de la troisième consultation (en général à 48 heures et à 96 heures). Le résultat est noté pour chaque zone testée. La codification utilisée est la suivante:
| Négatif               | (-)   |
| Réaction d’irritation | (IR)  |
| Douteuse / incertaine | (+/-) |
| Faiblement positif    | (+)   |
| Fortement positif     | (++)  |
| Réaction violente     | (+++) |

Les réactions d’irritation vont de l’éruption exsudative à la pustule folliculaire et aux réactions à type de brûlure. Les réactions douteuses se limitent à une tâche rose sous le patch. Les réactions faiblement positives se manifestent par des papules légèrement surélevées roses ou rouges. Les réactions fortement positives correspondent à des papulo-vésicules et les réactions explosives à des phlyctènes ou des ulcérations. La pertinence du résultat dépend de la localisation et du type de dermite et de la spécificité de l'allergène. L'interprétation des résultats nécessite une formation et une expérience considérable. Si le résultat est considéré comme positif, la personne est très probablement allergique à cette substance.

## Allergènes courants
L’allergène le plus fréquemment rencontré au cours de nombreuses études et dans le monde entier est le nickel. L'allergie au nickel est plus fréquente chez les jeunes femmes, et il est surtout associé aux boucles d’oreille et aux piercing ou à tout objet contenant du nickel, montre, boucle de ceinture, fermeture éclair ou bijoux en alliage blanc.
On trouve aussi le 2-phénoxyéthanol.